# DOSBox
DOSBoxは、「PC/AT互換機のMS-DOS環境」を再現するエミュレーターである。
しばしば古いコンピュータゲームのソフトウェアのエミュレーションを行うのに用いられる。GNU General Public Licenseの元にリリースされている自由ソフトウェアである。

## 機能
DOSBoxは、DOSプロンプトに似た独自のシェルが内蔵されたキャラクタユーザインタフェースのプログラムである。そのため、実際のMS-DOSがなくても単体で動作する。この内蔵シェルではMS-DOSの内部コマンドがほぼサポートされ、ソフトウェアのインストールや起動に使用されるバッチファイルがそのまま実行できる。ただし、後期のバージョンのMS-DOSの拡張コマンド（Windows 98以降のDOSシェルなど）の多くはサポートされていない。
環境を設定するには、コマンドライン引数を指定するか、プレーンテキストの設定ファイルを編集する。簡単に操作できるように、ユーザーコミュニティによりさまざまなグラフィカルなフロントエンドが開発されている。
DOSBoxは完全なCPUエミュレータであり、リアルモードとプロテクトモードのどちらを要求するDOSプログラムでも実行できる。DOSEMUやWindowsとOS/2の仮想DOSマシンのような他のエミュレータは、互換レイヤーを提供し、386ファミリープロセッサの仮想化機能に依存している。DOSBoxはCPUの解釈からエミュレートできるため、ホストCPUには依存しない。ただし、i386の命令セットをサポートするシステムでは、動的に命令を翻訳するオプションが利用できる。
DOSBoxはさまざまなグラフィックとサウンドのハードウェアをエミュレートできる。グラフィックに関しては、テキストモード、Hercules、CGA、Tandy、EGA、VGA、VESA、S3 Trio 64などのエミュレーションをサポートしている。サウンドに関しては、PCスピーカー、AdLib、Gravis Ultrasound、Tandy、Creative Music System/GameBlaster、Sound Blaster 1.x/2.0/Pro/16、MPU-401、Disney Sound Sourceなどのエミュレーションをサポートしている（MT-32/CM-32Lのエミュレーションは非公式のビルドには含まれるが、著作権で保護されたROMイメージが必要であるため、公式のソースコードリポジトリには含まれない）。
DOSBoxの人気のある機能に、スクリーンショットのキャプチャ機能と、ゲームプレイ動画の記録機能がある。動画はZip Motion Block Videoコーデックを使用して圧縮される。未圧縮状態の動画は、実際のプログラムをほぼ完全に再現している。この動画記録機能は、バージョン0.65で追加された。それ以前のバージョンで動画を記録するにはカスタムした修正版やサードパーティーのレコーダーを使用する必要があったが、たいていは画質やエミュレータのパフォーマンスが非常に貧弱だった。
DOSBoxと他のエミュレータの違いを際立たせているコンポーネントは、ピアツーピアまたはインターネット/イントラネットのネットワークをシミュレートする機能である。この機能には、TCP/IP上でのモデムシミュレーション機能（最新のLANやインターネット上でモデムを使用するDOSゲームをプレイできる）とIPXネットワークトンネリング（最新のLANやインターネット上のUDP/IPとして古いIPX DOSマルチプレイヤーゲームをプレイできる）が含まれる。Win32とLinuxの特定のビルドは、ダイレクトシリアルポートアクセスをサポートしている。
DOSBoxはシリアルポートのタイミング互換を実装し、それに依存する古いハードウェアやソフトウェアを実行できる。また、ホストOSでサポートされているUSBデバイスの一部は、エミュレータ使用時に古いシリアルポートデバイスの代わりとして動作させることができる。
DOSBoxは、ゲーム以外にもWindows 3.1などの多数のDOSプログラムを実行できる。ただし、プロジェクトには、DOSゲームに不要な機能は追加しないというポリシーがある。また、Pentium以降を必要とするゲームの一部はスムーズに動作するが、80486より後のCPU機能のエミュレーションはサポートされていない。非公式のCVSバージョンには、これらの要素をサポートする試験的なパッチが含まれているものもある。

## 移植版
DOSBoxはWindows、macOS、Linuxといった様々なOSへ移植されている。
HX DOS Extenderを用いることにより、DOSでも使用可能である。
ソースコードは、PowerPC、SPARC、ミップス・テクノロジーズ、ARMアーキテクチャといったさまざまなコンピュータ・アーキテクチャ上でPalm OS、PlayStation Portable、Internet Tablet OS 2008、GP2X iOSといったx86でないパーソナルコンピュータと互換性を持たせるためにフォークされている。
2014年12月、インターネットアーカイブは DOSBox をもとに emscripten を使って JavaScript に移植した EM-DOSBOX を使い、MS-DOS ベースのゲームをウェブブラウザ上で動かせるようにした。

## 商用
GOG.comで販売されているいくつかの古いゲームに同梱されており、遊ぶ際はDOSBoxを経由して起動する。

## 派生
DOSBoxをフォークしたDOSBox-Xも存在する。
DOSBoxと違い日本語やPC-98をサポートしている。
言語ファイルを設定すればUIの日本語化も可能である。
なお日本語の表示にはcountryを81,932に設定する必要がある。
またWindows 3.1を動作させる際にシームレスにマウスを動かすことができるvmwmouseなるプラグインがリリースされている。